# 埃夫班克-达卡马拉
埃夫班克-达卡马拉是巴西米纳斯吉拉斯州的一个市镇。总面积103.834平方公里，总人口3914人，人口密度37.69人/平方公里。